# Crisis de Panamá de 1885

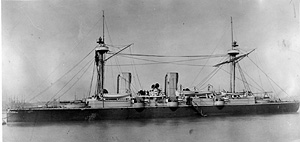
Crucero protegido Esmeralda

La Crisis de Panamá de 1885 fue una intervención realizada por los Estados Unidos de América en apoyo a una rebelión que buscaba independizar Panamá, entonces parte de los Estados Unidos de Colombia. Esto generó una demostración de fuerza realizada por parte de la Armada de Chile a favor de Colombia.

## Preludio
En 1846, el Tratado Mallarino-Bidlack fue firmado por la República de la Nueva Granada (actuales Colombia y Panamá) y los Estados Unidos, obligaba a estos últimos a mantener "neutralidad" en la relación al asunto colombiano de Panamá, y garantizando el derecho de vía o tránsito a través del istmo de Panamá.
La influencia de Chile en la región fue resultado de su victoria en la Guerra del Pacífico. Durante la guerra, Chile había derrotado a Bolivia y Perú y obtenido territorio de ambos países. Estados Unidos simpatizaba con la causa de Bolivia y Perú, por lo que Chile rehusó los intentos estadounidenses de mediación. 
En 1881, el gobierno provisional peruano de Francisco García Calderón Landa intento ceder una base naval a los EE. UU. en la bahía de Chimbote, que fue bloqueado cuando Chile envió su infantería de marina a ocupar Chimbote.

## Crisis de 1885
Panamá era uno de los estados que formaban parte de los Estados Unidos de Colombia. En esos años, una compañía francesa intentaba construir un canal ínter-oceánico a través del istmo de Panamá, gracias a la experiencia ganada en la constitución del canal de Suez. Estados Unidos no veía de buena manera la presencia de Francia en la región, ya que era considerada una potencia colonial en expansión.
En marzo de 1885 Colombia disminuyó su presencia militar en Panamá debido al envío de tropas a la lucha de rebeldes en Cartagena. Las condiciones favorables incitaron una insurrección en Panamá, la que fue encabezada por Rafael Aizpurú.

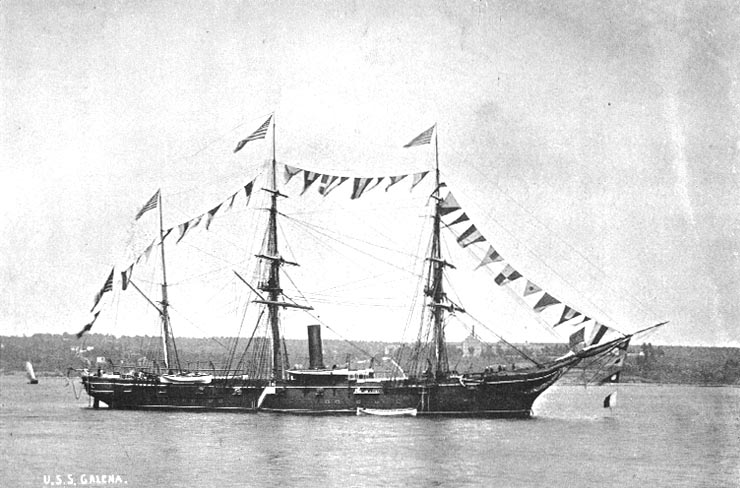
USS Galena, uno de los buques de la Armada de los Estados Unidos enviados a Panamá

La Armada de los Estados Unidos fue enviada a la zona para proteger a sus ciudadanos e intereses en Panamá, lo que significaba una violación de sus obligaciones según el tratado que es firmado en 1846. El 7 de abril, el buque estadounidense USS Shenandoah llegó en Ciudad de Panamá y tres días más tarde, otros buques norteamericanos, como el USS Galena, recalaron en la ciudad de Colón, Panamá. El 27 de abril una fuerza de marines se acuarteló en la Ciudad de Panamá. Al día siguiente, tropas colombianas llegaron al puerto de Buenaventura, el puerto colombiano más cercano al océano Pacífico.

### Reacción de Chile
Chile veía con preocupación la interrupción de las comunicaciones a través del istmo de Panamá. En respuesta a la intervención estadounidense, el 10 de abril zarpa desde Valparaíso el crucero protegido Esmeralda de la Armada de Chile, que luego de reabastecerse en el puerto peruano de Callao, arriba a Panamá el 28 de abril de 1885.
Las órdenes dadas al capitán de la Esmeralda, Juan López Lermanda, fueron: “Detener, por cualquier medio, una eventual anexión de Panamá por parte de los Estados Unidos”.
Para cuando los chilenos arribaron, la situación en Panamá ya se había resuelto. Los estadounidenses se retiraron de Ciudad de Panamá y ésta fue ocupada por el gobierno colombiano el 30 de abril.
El crucero protegido Esmeralda era considerado el más poderoso buque en la costa del Pacífico en ese momento.
Según una publicación de EE. UU. en agosto de 1885, después de los acontecimientos de Panamá, “[La Esmeralda] podría destruir nuestros buques apostados en Panamá, un barco a la vez, sin siquiera ser tocada”.